# Кангерлуарсорусек
Кангерлуарсорусек (старое название — Кангердлуарссорусек), (грен. Qangerluarsorusek, дат. Færingehavn) — станция (бывшее поселение) в коммуне Сермерсоок (на территории упразднённой коммуны Нуук). Находится в 50 км на юг от города Нуук. Население составляет 4 человека (на 2009 год). Ныне имеет статус посёлка. Ранее здесь был рыбный порт с датским названием '''Ферингехавн'''.

## История
Станция была основана фарерскими рыбаками в 1927 году, и покинута к 2009 году. Здания находятся в плохом состоянии, часть набережной обвалилась, а 250-метровый трап полностью разрушен.
Гавань Фарерских островов была основана в 1927 году как рыбацкая гавань фарерскими рыбаками после того, как им было разрешено ловить рыбу на территории озера до внешних рифов и островков от Равн Сторё до устья Годтобс-фьорда, несмотря на резкие протесты со стороны Гренландии. Права не включали вылов рыбы на архипелаге и во фьордах, которые были зарезервированы за гренландскими рыбаками.
В 1933 году по инициативе Фарерских островов был построен маяк, который позволял выходить в море ночью и тем самым продлевал рабочий день. Позднее Дания взяла на себя управление этим маяком.
В 1937 году Дания открыла порт для международного рыболовства. 230-метровая пристань долгое время считалась самой длинной деревянной пристанью в Европе, хотя Гренландия является частью Северной Америки.